# Ultraman Z
Ultraman Z (ウルトラマン, Urutoraman Zetto) là một bộ phim truyền hình tokusatsu của Nhật Bản được sản xuất bởi Tsuburaya Productions. Đây là phần thứ 32 của Ultra Series và là phần đầu tiên cho dòng Hero thế hệ mới, nhằm kỷ niệm 10 năm Ultraman Zero. Phim được phát sóng trên TV Tokyo từ ngày 20 tháng 6 năm 2020.

## Nội dung
Sau sự hủy diệt của Ultraman Belial trong Ultraman Geed, Devil Splinters bị phân tán và biến quái vật thành kẻ điên loạn, gây ra sự hỗn loạn trên khắp vũ trụ.  Trong khi các Siêu anh hùng chiến đấu để khôi phục lại hòa bình cho thiên hà, Celebro sử dụng những vật phẩm này trong các kế hoạch đê hèn của mình để tiêu diệt từng hành tinh. Và bây giờ, ác quỷ đó tiếp cận "Vùng đất ánh sáng". Theo cách của nó, Ultraman Zero dũng cảm và đệ tử của anh ta, Ultraman Z. Vào cuối trận chiến khốc liệt, Z đuổi theo Genegarg một mình, tiến về Trái đất. Trong khi đó, trên Trái đất, một lực lượng phòng thủ để chống lại sự xuất hiện của quái vật thường ngày, lực lượng robot chống quái vật STORAGE, được thành lập và tham gia bởi thanh niên máu nóng Haruki Natsukawa. Khi một con quái vật từ không gian xâm chiếm Trái đất, Z và Haruki có cuộc gặp gỡ định mệnh  trong khi Celebro bắt đầu lên kế hoạch cho kế hoạch của mình.

## Tập phim
1. I Ask That You Chant My Name! (Goshōwa Kudasai Ware no Na o! - ご唱和ください 我の名を!)
2. "A Warrior's Principles" (Senshi no Kokoroe - 戦士の心得)
3. "Live Coverage! The Monster Transport Operation"
4. "The Second Robot Activation Plan"
5. "First Juggling"
6. "The Man Returns!"
7. "His Majesty's Medal"

Ultraman Z & Ultraman Zero Voice Drama
Ultraman Z & Ultraman Zero Voice Drama (ウルトラマンゼット＆ウルトラマンゼロ ボイスドラマ Urutoraman Zetto Ando Urutoraman Zero Boisu Dorama) là một bộ phim truyền hình 24 tập được phát trực tiếp trên kênh YouTube của Tsuburaya Productions. Loạt phim tập trung vào cuộc chạm trán của Ultraman Z với Ultraman Zero tại Vùng đất ánh sáng.
1. The Story of the Encounter Between Z and Zero (ゼットとゼロの出会いの話 Zetto to Zero no Deai no Hanashi?)

## Nhân vật & diễn viên
- Haruki Natsukawa (ナツカワ ハルキ Natsukawa Haruki?): Kohshu Hirano (平野 宏周 Hirano Kōshū?)[4][5][6][7][8]
- Shota Hebikura (ヘビクラ ショウタ Hebikura Shōta?): Takaya Aoyagi (青柳 尊哉 Aoyagi Takaya?)[9]
- Yoko Nakashima (ナカシマ ヨウコ Nakashima Yōko?): Rima Matsuda (松田 リマ Matsuda Rima?)[10]
- Kojiro Inaba (イナバ コジロー Inaba Kojirō?): Jun Hashizume (橋爪 淳 Hashizume Jun?)[11]
- Yuka Ohta (オオタ ユカ Ōta Yuka?): Hikari Kuroki (黒木 ひかり Kuroki Hikari?)[12]
- Shinya Kaburagi (カブラギ シンヤ Kaburagi Shin'ya?): Rihito Noda (野田 理人 Noda Rihito?)[13]
- Director Kuriyama (クリヤマ長官 Kuriyama-chōkan?): Hisahiro Ogura (小倉 久寛 Ogura Hisahiro?)[14]
- Riku Asakura (朝倉 リク Asakura Riku?): Tatsuomi Hamada (濱田 龍臣 Hamada Tatsuomi?)[15]
- Ultraman Z (ウルトラマンゼット Urutoraman Zetto?, Voice): Tasuku Hatanaka (畠中 祐 Hanata Tasuku?)[15]
- Ultraman Zero (ウルトラマンゼロ Urutoraman Zero?, Voice): Mamoru Miyano (宮野 真守 Miyano Mamoru?)[4][5][6][7]
- STORAGE AI voice: Katsumi Fukuhara (福原 かつみ Fukuhara Katsumi?)[1][2]
- Ultra Z Riser announcement: Patrick Yu (パトリック・ユウ Patorikku Yū?)[16]

## Âm nhạc
Nhạc mở đầu
- "Goshōwa Kudasai Ware no Na o!" (ご唱和ください 我の名を！? "Chant My Name!")[17]
  - Arrangement: Kyoichi Miyazaki (宮崎 京一 Miyazaki Kyōichi?) (KEYTONE), Ryota Iida (飯田 涼太 Iida Ryōta?) (KEYTONE)[17]
  - Lyrics, Composition, & Artist: Masaaki Endoh (遠藤 正明 Endō Masaaki?)[17]

Nhạc kết thúc
- "Connect the Truth"[17]
  - Lyrics, Composition, & Arrangement: Takumi Ozawa (尾澤 拓実 Ozawa Takumi?)[17]
  - Artist: Nami Tamaki (玉置 成実 Tamaki Nami?)[17]